# Ranjuo Tomblin
Ranjuo Charles Tomblin, född 25 september 2005, är en brittisk konstsimmare.

## Karriär

### Junior
Vid junior-EM 2022 i Alicante tog Tomblin silver i det fria soloprogrammet samt brons tillsammans med Beatrice Crass i det tekniska programmet för mixade par. Vid junior-EM 2023 i Funchal tog han brons i både det tekniska och fria soloprogrammet samt silver tillsammans med Beatrice Crass i det fria programmet för mixade par.
Vid junior-EM 2024 i Cottonera tog Tomblin silver i både det fria och tekniska soloprogrammet. Han tog även silver tillsammans med Loya Cenkci i tekniska programmet för mixade par och brons tillsammans med Holly Hughes i det fria programmet för mixade par. Vid junior-EM 2025 i Aten tog han guld i det fria soloprogrammet och silver i det tekniska soloprogrammet.

### Senior
Vid europeiska spelen 2023 i Oświęcim tog Tomblin brons tillsammans med Beatrice Crass i både det tekniska programmet och det fria programmet för mixade par. Vid EM 2024 i Belgrad tog han guld i det fria soloprogrammet och silver i det tekniska soloprogrammet. Tomblin tog även brons tillsammans med Beatrice Crass i både det tekniska programmet och det fria programmet för mixade par.
Vid konstsim-EM 2025 i Funchal tog Tomblin guld i det tekniska soloprogrammet och brons i det fria soloprogrammet samt tog silver i det tekniska programmet för mixade par tillsammans med Isabelle Thorpe och brons i det fria programmet för mixade par tillsammans med Holly Hughes. Vid VM 2025 i Singapore tog han brons i det fria programmet för mixade par tillsammans med Isabelle Thorpe.